# Kristine Norelius
Kristine Norelius   (Seattle, 26 de desembre de 1956) és una ex-remadora estatunidenca que va competir durant la dècada de 1980. Es germana del també remer Mark Norelius.
Començà a remar a la Universitat de Washington, i formà part de l'equip que havia de prendre part en els Jocs de Moscou de 1980. El 1984 va prendre part en els Jocs Olímpics de Los Angeles, on guanyà la medalla d'or en la prova del vuit amb timoner del programa de rem. En el seu palmarès també destaquen tres medalles de plata al Campionat del món de rem.